# Slachterij

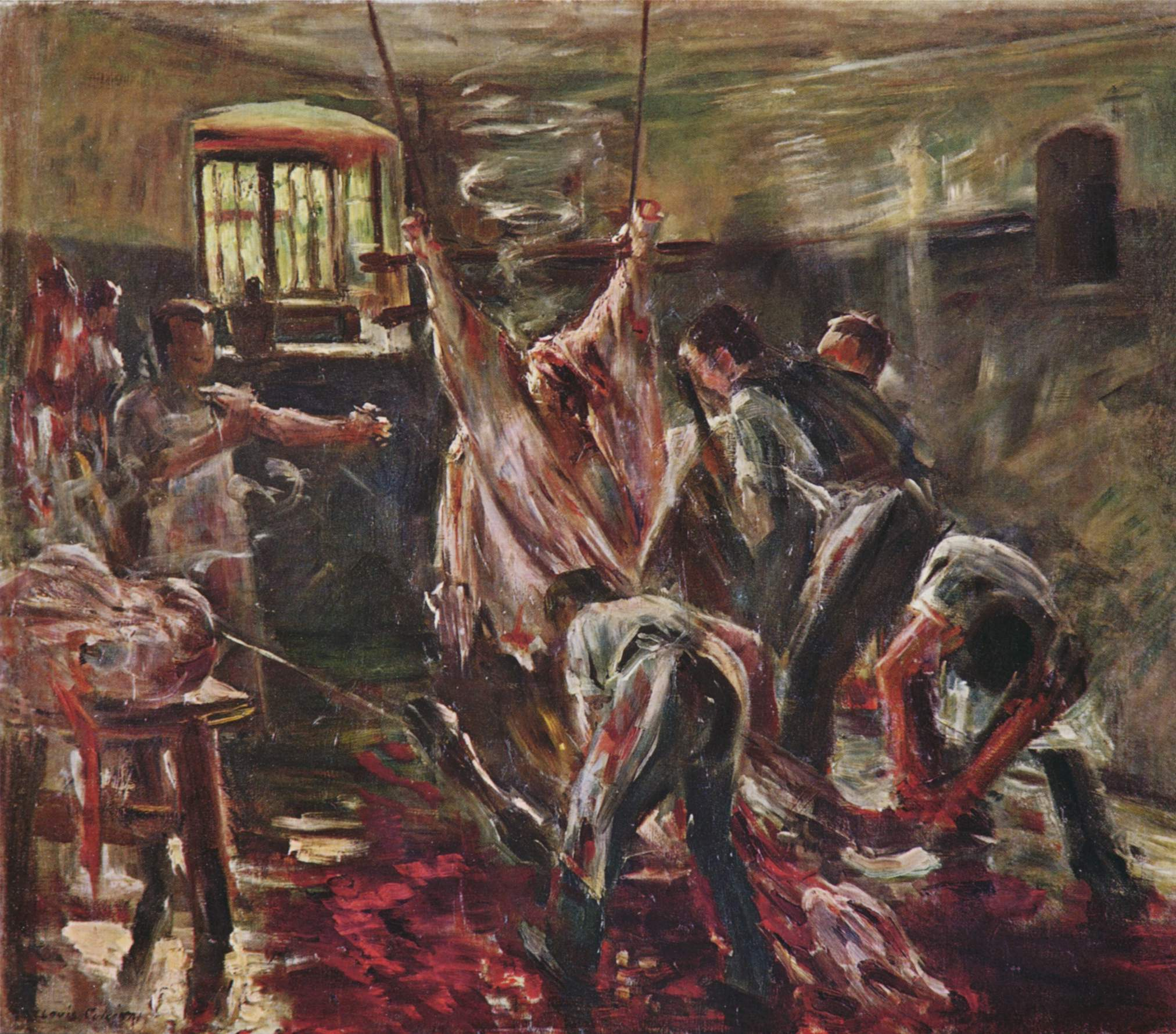
Slachthuis in de voor-industriële tijd (Lovis Corinth)

Een slachterij (ook: slachthuis of abattoir) is een bedrijf dat vee slacht. De dieren worden geleverd door veehouders waarna de slachterij de dieren slacht en karkassen voorbereidt voor de export, karkasonderdelen voor slagerijen en soms ook vleeswaren voor de detailhandel.

## Geschiedenis

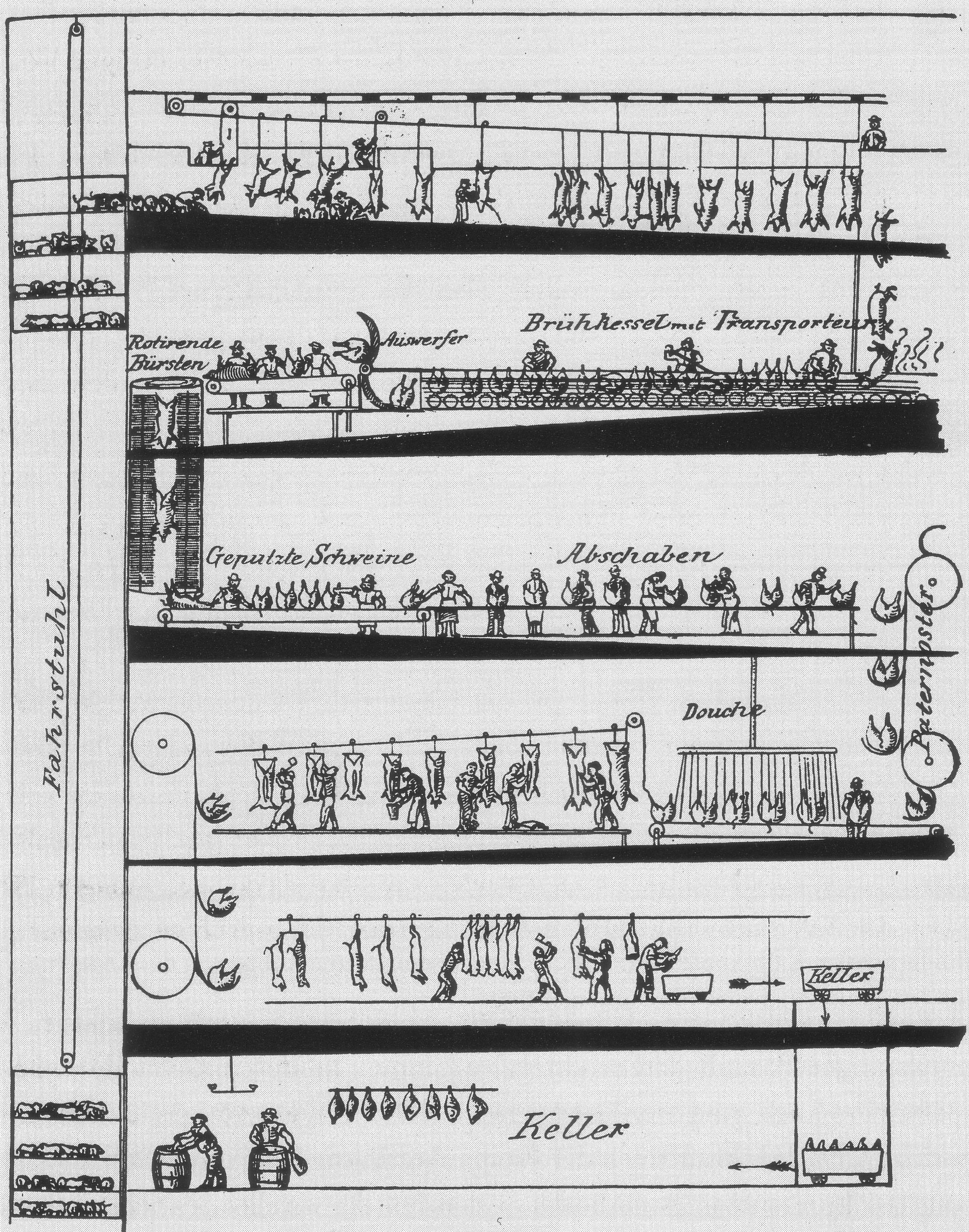
Een industriële slachterij in de Verenigde Staten, omstreeks 1903

Tot in de jaren zestig gebeurde het slachten door thuisslachters vaak in de open lucht. Zo werd een varken vaak op een boerderij geslacht, waarbij het karkas op een ladder werd opgehangen en ter plaatse verwerkt. Dit slachten vond plaats voor eigen gebruik. De hygiëne was bij dit alles ver te zoeken.
In stedelijke gebieden ontstonden her en der verspreid al slachterijen, die toebehoorden aan individuele slagerijen. Omstreeks het einde van de 19e eeuw werden deze slachthuizen gecentraliseerd en ontstonden gemeentelijke slachthuizen (ook: openbare slachthuizen of centrale slachthuizen genaamd). In verband met de hygiëne lagen deze buiten de woongebieden. Soms waren deze slachthuizen vlak bij een veemarkt gelegen. In de slachthuizen werd ook gewerkt door individuele slachters en slagers.
De centrale slachthuizen dienden tevens de kwaliteit en hygiëne te waarborgen bij het slachten van vee. Aanvankelijk was de directeur van het slachthuis voor de vleeskeuring verantwoordelijk, maar vanaf omstreeks 1922 werd de vleeskeuring door een onafhankelijke organisatie uitgevoerd. In Nederland was dat tot 2002 de Keuringsdienst van Waren, daarna de Nederlandse Voedsel- en Warenautoriteit.
Naast de vleesvoorziening voor de plaatselijke bevolking boden de centrale slachthuizen ook aan exportslachters de mogelijkheid om te slachten. Daarnaast konden er nevenactiviteiten plaatsvinden, die betrekking hadden op de verwerking van bijproducten.
Na de Tweede Wereldoorlog werden de centrale slachthuizen steeds meer in gebruik genomen door de grootschaliger vleeshandel en de vleesindustrie. Omstreeks 1975 werden deze slachthuizen vaak geprivatiseerd en aan de gebruikers overgedragen, die zich daartoe soms in een rechtspersoon verenigden. Hiernaast bestonden ook slachterijen van particuliere firma's en coöperatieve landbouworganisaties. Vaak werden de slachthuizen, die door stadsuitbreiding in de woonwijken kwamen te liggen, gesloten en vervangen door industriële slachterijen op bedrijventerreinen.
In de jaren negentig zijn door verschillende vee-epidemieën (MKZ, BSE, varkenspest en vogelgriep) de regels aangepast en is het voor een zelfslachtende slager vrijwel onmogelijk geworden om zelf te blijven slachten. Tegenwoordig wordt vrijwel al het vee geslacht in grote slachterijen.

## Proces

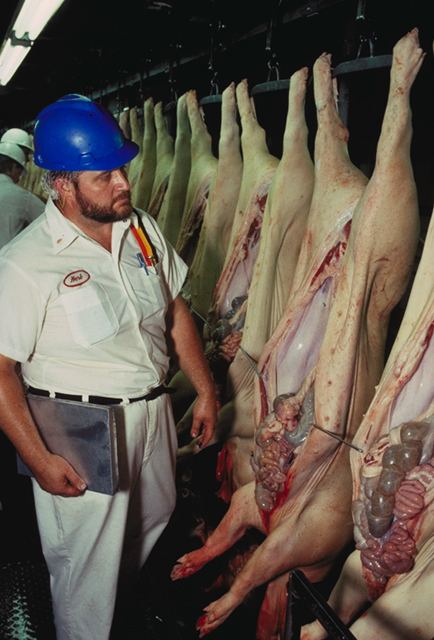
Inspectie van geslachte varkens

De meeste slachterijen zijn gespecialiseerd in het slachten van bijvoorbeeld varkens, runderen, kalveren, kippen, of schapen. Het slachten van wild of van gevogelte anders dan kippen geschiedt gewoonlijk bij de poelier.
In slachthuizen is er gewoonlijk een scheiding tussen twee delen: de "vuile" en de "schone" slachterij. In het eerste gedeelte wordt het dier allereerst verdoofd. Al naargelang de diersoort geschiedt dit door elektrocutie, vergassing met kooldioxide, of middels een schietmasker. Daarna wordt de halsslagader geopend en verbloedt het dier. Hierna worden allerlei uitwendige delen als haren en dergelijke verwijderd en wordt het resterende dier gewassen.
In het schone gedeelte wordt het karkas geopend en worden de organen verwijderd. Het karkas wordt eventueel gehalveerd, gekeurd en uiteindelijk onderworpen aan snelkoeling in een koeltunnel, waarna het wordt opgeslagen in een vrieshuis.
Bij dit alles speelt de slachtlijn een grote rol. Ingevoerd aan het eind van de 19e eeuw in de grote slachthuizen van Chicago en dergelijke, bestaat deze uit een transportketting waaraan de karkassen door middel van vleeshaken zijn opgehangen. Ze ondergaan dan achtereenvolgens de noodzakelijke bewerkingen door gespecialiseerde slachters. Dit slachten gebeurt, gezien de variatie in de karkassen, grotendeels met de hand. Bij de kippenslachterijen zijn tegenwoordig vrijwel volledig geautomatiseerde kippenslachtmachines in gebruik welke een tempo tot 4 kuikens per seconde kunnen behalen en waarin bestellingen voor hele kuikens dan wel kuikendelen als filets automatisch tot stand komen.
Ook kan een slachterij vergezeld zijn van een uitsnijderij, waar het karkas door slagers in kleinere delen wordt gesneden, zoals hammen, middels, schouders en dergelijke. De uitsnijderij is een ruimte waarin een lage temperatuur heerst, bijvoorbeeld 12 °C. Soms kunnen in een slachterij ook verdere specialisaties, zoals de fabricage van vleeswaren, plaatsvinden. Ook kan een vetsmelterij aanwezig zijn.
De slachtafvallen worden afgevoerd naar een destructor. Het afvalwater wordt soms in een eigen waterzuiveringsinstallatie voorgezuiverd.

## Ritueel slachten
Een bijzondere vorm van slachthuis is de tijdelijke slacht-infrastructuur die door sommige gemeenten met een grote populatie moslims, wordt opgezet bij het offerfeest voor het (ritueel) slachten van schapen. Dit is volgens compromis tussen de religieuze Islam-voorschriften en de Westerse regels van hygiëne. Ook de Joodse religie kent vergelijkbare voorschriften. Het slachten  op deze wijze geschiedt onverdoofd.

## Slachthuistechniek
Er bestaan diverse leveranciers van slachthuistechniek. Sommige Nederlandse bedrijven zijn wereldwijd marktleider.
- In witvlees (kippen, kalkoenen) zijn dit Meyn in Oostzaan en Stork PMT (tegenwoordig: Marel) in Boxmeer.
- In roodvlees (varkens, runderen, schapen) zijn dit DGS in Haaksbergen en Marel in Lichtenvoorde.

## Dierenwelzijn
Slachterijen en slachthuizen zijn bij wet verplicht het dierenwelzijn in acht te nemen, en dit op basis van de Europese verordening (EG) nr. 1099/2009 inzake de bescherming van dieren bij het doden. 
In de praktijk loopt het echter niet zelden fout.

### België
In België bracht dierenrechtenorganisatie Animal Rights in 2017 tot tweemaal toe undercoverbeelden uit waarin te zien is dat dieren geschopt en geslagen worden door medewerkers in slachthuizen, in maart in het slachthuis van Tielt, in september dat van Izegem. In beide gevallen was de publieke opinie gealarmeerd, en liet Vlaams minister voor Dierenwelzijn Ben Weyts daarop het slachthuis tijdelijk sluiten of stilleggen.

## Inspectie

### Nederland
Veel grote pluimveeslachterijen in Nederland zijn niet schoon genoeg, zo bleek in 2017 uit een onderzoek van de Nederlandse Voedsel- en Warenautoriteit (NVWA). Bacteriën hadden er soms vrij spel en ook was het dierenwelzijn vaak niet op orde. De achttien onderzochte slachterijen zijn verantwoordelijk voor vrijwel al het pluimvee dat in Nederland wordt geslacht. In 2017 was 38 procent van de bedrijfsruimten in orde, tegen 65% in 2015.

Op 13 januari 2020 publiceerde de NVWA een Wob besluit om informatie openbaar te maken over welzijnsschendingen inclusief door inspecteurs gemaakt beeldmateriaal over de periode vanaf 1 januari 2018 tot en met juli 2019 .  Hier kwamen diverse misstanden naar voren zoals dieren die bij bewustzijn naar vlamovens werden getransporteerd, en aangesproken medewerkers die geen actie ondernamen Een andere inspecteur trof levende varkens die niet instaat waren op te staan door "uitglijden op een door mest, urine en voerresten super glad geworden vloer", bij dit dier "was de bilnaad uitgescheurd".

### België
Volgens een interne memo van het Federaal Agentschap voor de Veiligheid van de Voedselketen (FAVV) ziet de inspectie er als volgt uit. De Diensten dierenwelzijn van de Gewesten zijn bevoegd voor het dierenwelzijn in het "vuile" gedeelte van slachthuis:
- aanvoer en afladen dieren in wachthokken
- verplaatsen dieren naar slachtlijn
- doden = bedwelmen (CO2-gas aangevuld met elektrocutie) en uitbloeden dieren.

Het FAVV zelf staat in voor de voedselveiligheid, en voert volgende controles uit in het "propere" gedeelte van slachthuis: 
- herkomstonderzoek
- ante-mortem gezondheidsonderzoek in wachthokken
- keuring geslachte dieren aan slachtlijn.

De Vlaamse overheid legt, in uitvoering van de Europese verordening, een reeks voorwaarden en eisen op aan slachthuizen en hun personeel.